# Othmarsingen
Othmarsingen é uma comuna da Suíça, no Cantão Argóvia, com cerca de 2.187 habitantes. Estende-se por uma área de 4,71 km², de densidade populacional de 464 hab/km². Confina com as seguintes comunas: Brunegg, Dottikon, Hägglingen, Hendschiken, Lenzburg, Mägenwil, Möriken-Wildegg.
A língua oficial nesta comuna é o Alemão.